# RUNX1T1
RUNX1T1 es un gen que codifica en humanos la proteína CBFA2T1.
Esta proteína es un posible factor de transcripción con dedos de zinc y una oncoproteína. En la leucemia mieloide aguda, especialmente en el subtipo M2, la translocación t(8;21)(q22;q22) es una de las anormalidades cariotípicas más frecuentes. Esta translocación produce un gen quimérico con el extremo 5' del gen RUNX1 fusionado al extremo 3' del gen RUNX1T1. La proteína quimérica resultante parece estar asociada con el complejo correpresor nuclear/histona deacetilasa con lo que bloquea la diferenciación hematopoyética. Se han descrito diversos transcritos de este gen que codifican diferentes isoformas de la proteína.

## Interacciones
La proteína CBFA2T1 ha demostrado ser capaz de interaccionar con:
- CBFA2T2[4][5][6]
- Dedo de zinc y dominio BTB de la proteína 16[7][8]
- NCOR1[9][10]
- NCOR2[11][10]
- CBFA2T3[5][6]
- GFI1[12]
- Receptor de calcitriol[13]
- PRKAR2A[14]